# Maurice Thomassin de Bienville
Pour les articles homonymes, voir Thomassin et Bienville (homonymie).
Maurice Thomassin de Bienville est un homme politique français né le 28 décembre 1775 à Bienville (Haute-Marne) et décédé le 16 novembre 1860 à Bienville.
Propriétaire, il est maire de Bienville, conseiller général. Émigré rentré en France en 1814, il est député de la Haute-Marne de 1820 à 1830, siégeant avec les légitimistes. Bien que réélu en 1830, il refuse de siéger par fidélité à la branche ainée des Bourbons.

## Sources
- « Dictionnaire des parlementaires français de 1789 à 1889 (Adolphe Robert, Edgar Bourloton et Gaston Cougny) », sur gallica BNF (consulté le 7 décembre 2013)